# Takashi Naraha

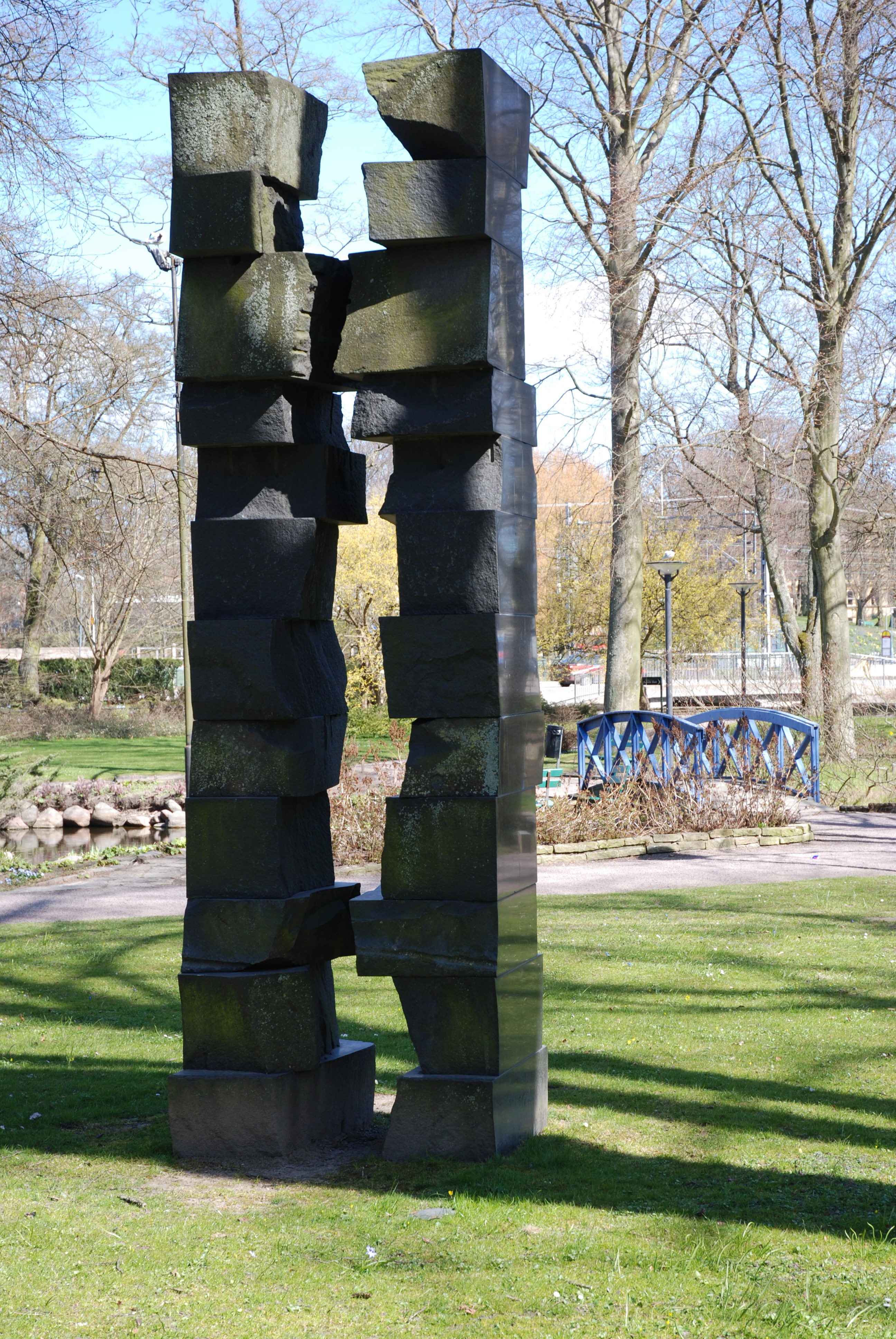
Mandala von Takashi Naraha in Kalmar

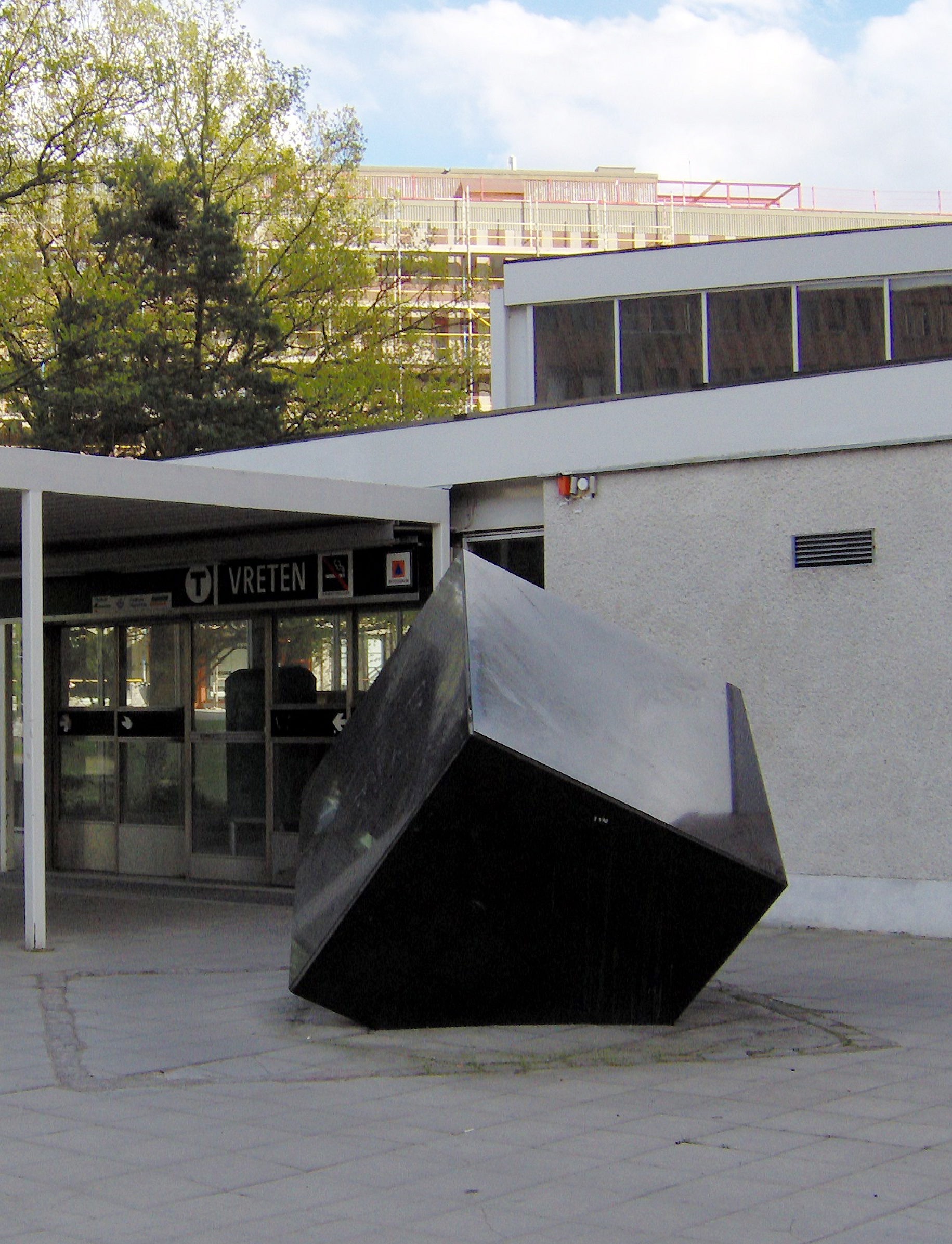
Skulptur von Takashi Naraha am Eingang der Station Vreten der Tunnelbanan (U-Bahn) in Stockholm

Takashi Naraha (jap. 楢葉 雍, Naraha Takashi; * 1930 in Mito, Japan; † 2019 in ’s-Hertogenbosch) war ein japanischer Bildhauer.

## Leben und Werk
Takashi Naraha lebte in Mito in der Präfektur Ibaraki auf der Insel Honshū in Japan. Er studierte von 1950 bis 1955 Bildhauerei an der Kunsthochschule Musashino in Tokio. Seine erste Einzelausstellung veranstaltete er 1967 in der Kunugi Gallery in Tokio. 1973/1974 nahm er an einem Bildhauersymposium im schwedischen Östra Göinge in der Region Skåne teil. Als er den Naturstein Schwarz-Schwedisch, seiner Entstehung nach ein Ganggestein, für sich entdeckte, der in dem Steinbruch Hägghult bei Lönsboda gewonnen wird, beschloss er 1975 in Schweden zu bleiben, um mit diesem schwarzen Hartgestein die meisten seiner geometrisch-abstrakten Werke zu erarbeiten. Die von ihm gewählten Formen sind Mandala und Kreis, im Raum Kuben, Pyramiden und Zylinder.

## Werke (Auswahl)
- Valvbro – Basalt, Älmhults torg auf dem Marktplatz in Älmhult[5]
- Kosmos (1981) – Basalt, Västra Boulevarden in Kristianstad
- 17 Kubusobjekte, darunter Himmelen av kub (1985), U-Bahn-Station Vreten in Stockholm
- Struktur (1985), Linköpings Läns Museum in Linköping
- Die Kraft des Wassers (1987), Kennedyplatz in Gelsenkirchen
- Steinskulptur (1988) – Granit, Lastageplatsen in Kristianstad
- Mandala – (1991) – Basalt, Östra Piren in Karlshamn
- Mandala (1992) – Granit, Bastion in Göteborg
- Struktur-Cercle (1993) – Gabbro, Sammlung Société Générale d'art contemporain[6], Paris
- Boule erratique ou Fenêtre, Sammlung Musée d’Art Roger-Quilliot im Parc Montjuzet in Clermont-Ferrand
- Strukturspirale (1993) – Granit, Kyrkogatan/Nygatan in Eskilstuna
- Struktur-Mandala[7] (1994) – Granit, Ludwig Museum im Deutschherrenhaus in Koblenz
- Struktur-88-J-1[8] (1998), Umeå
- Mandala (2001) – Basalt, Slottsparken in Kalmar
- 2 Skulpturen, Skulpturenpark Galleri Astley Sculpture Park in der Gemeinde Uttersberg, Skinnskatteberg
- Sculptuur X – Granit, Inom Vallgraven in Göteborg[9]

## Fotogalerie

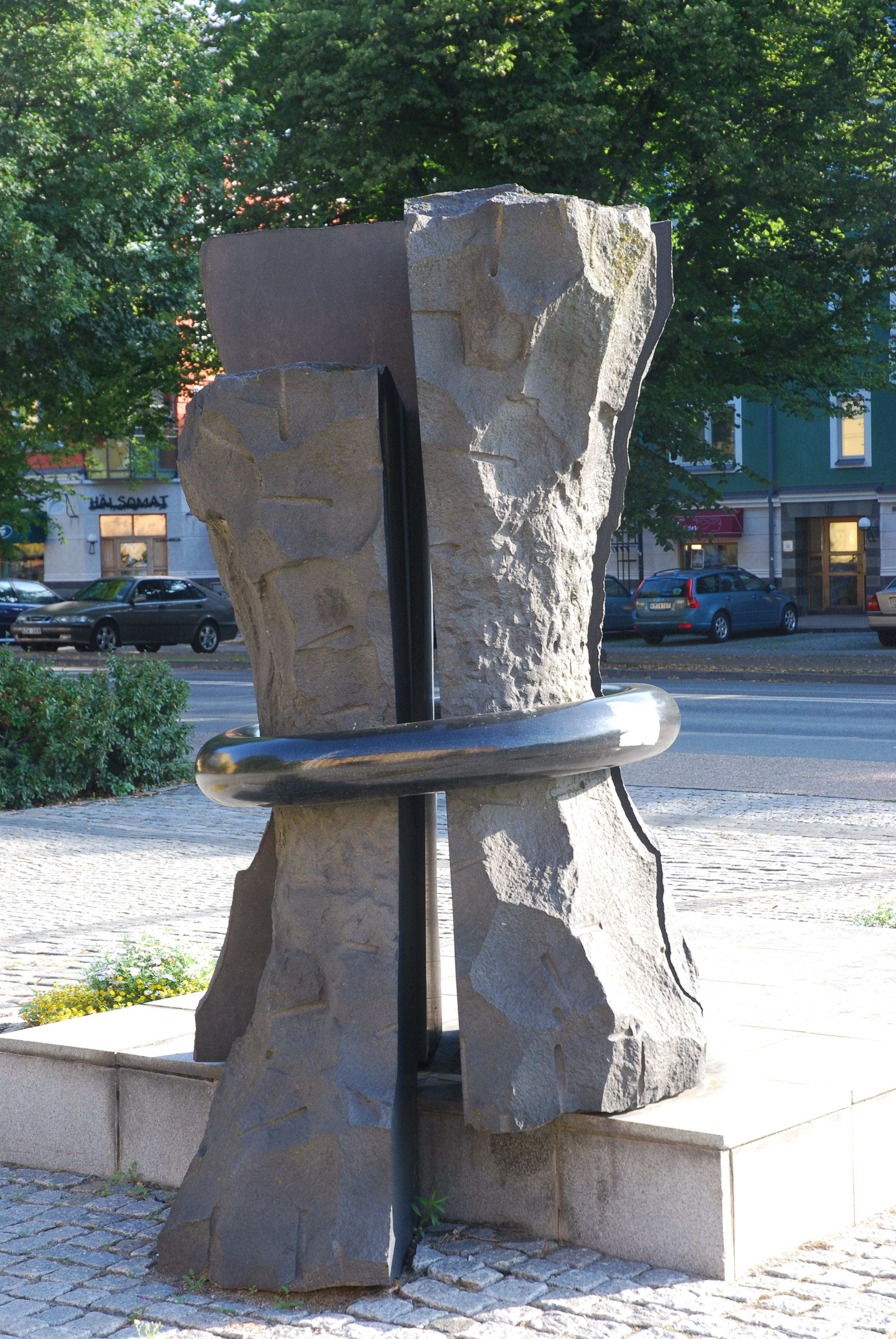
Kosmos (1981), Kristianstad
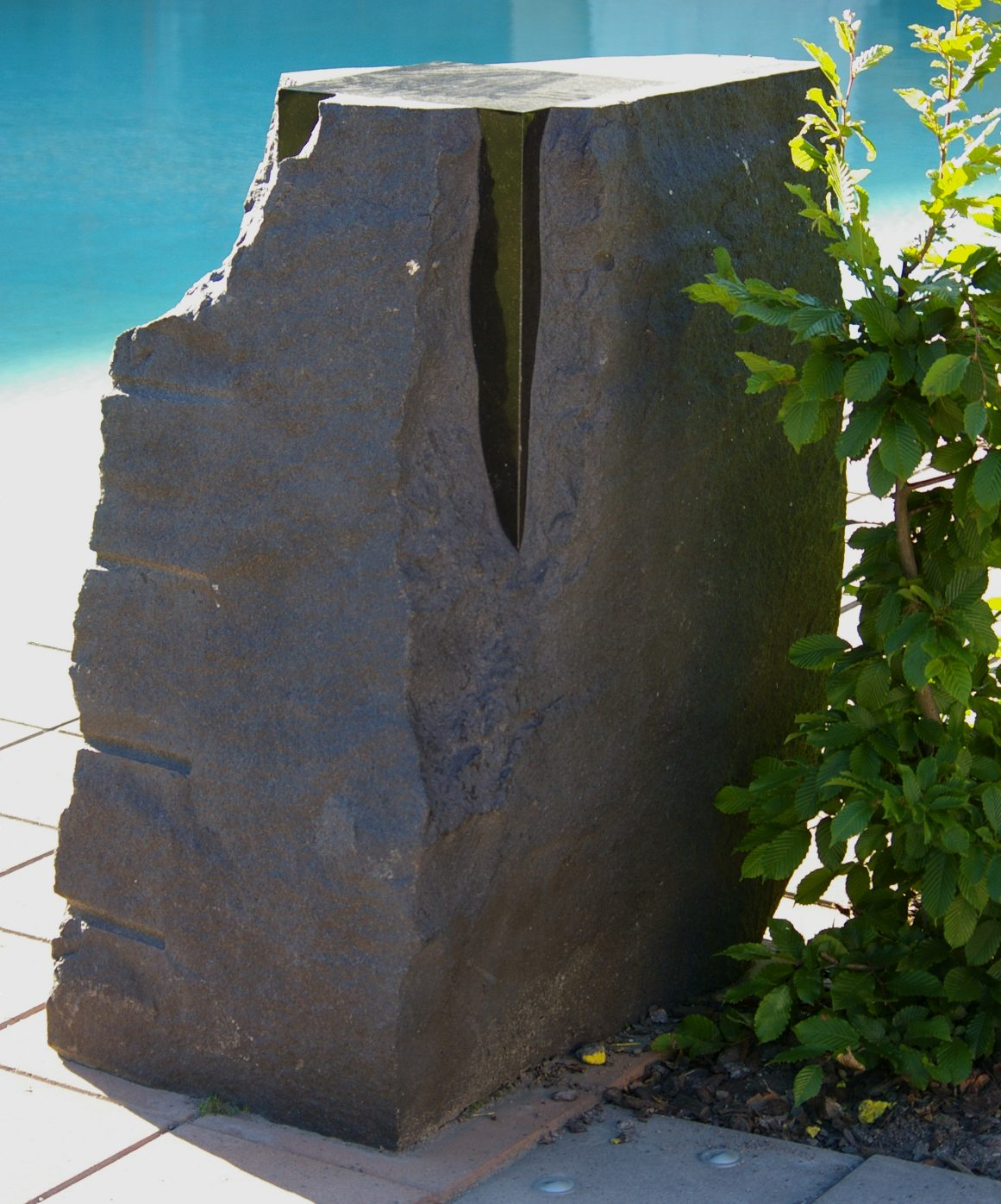
Struktur (1985), Linköping
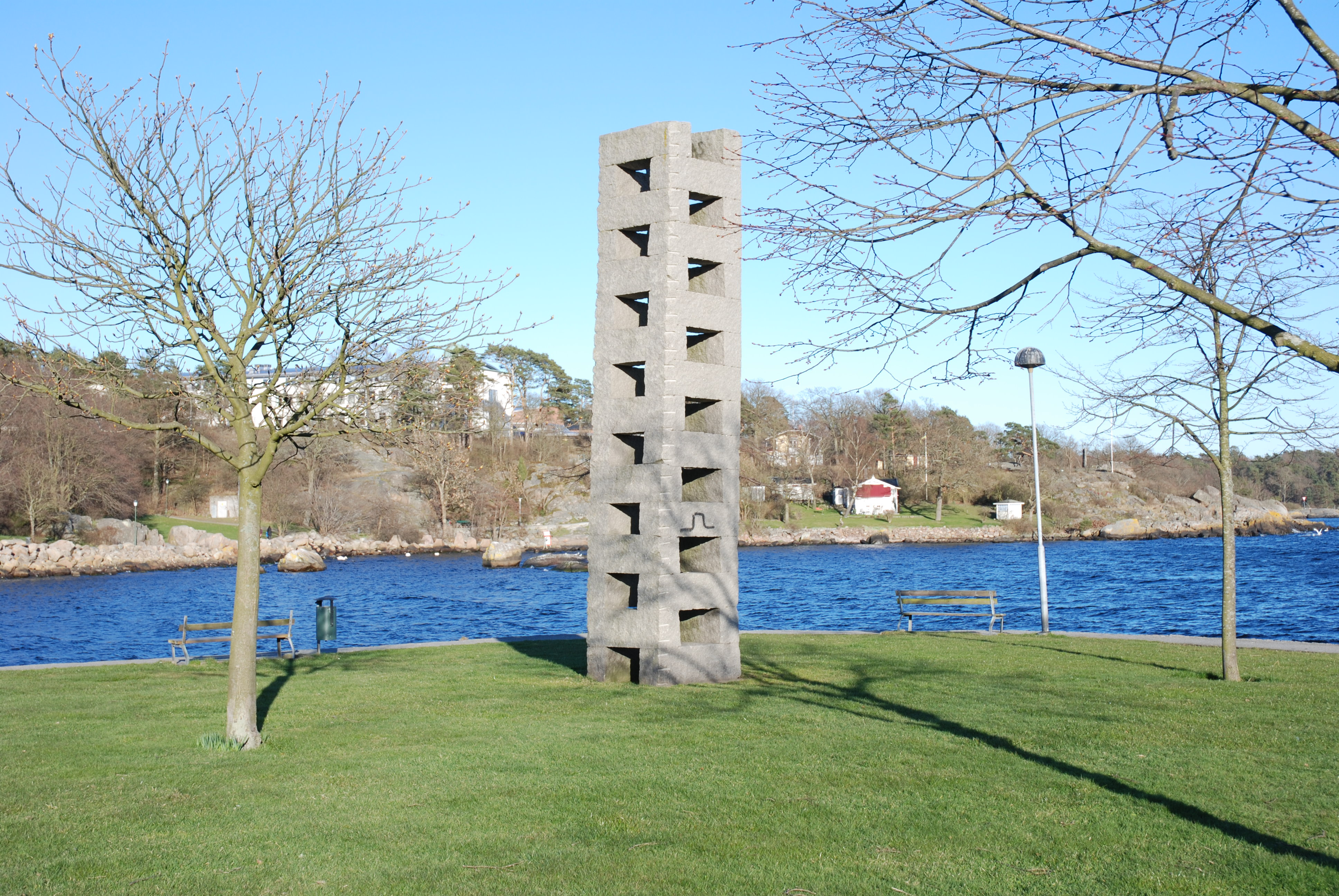
Mandala (1991), Karlshamn
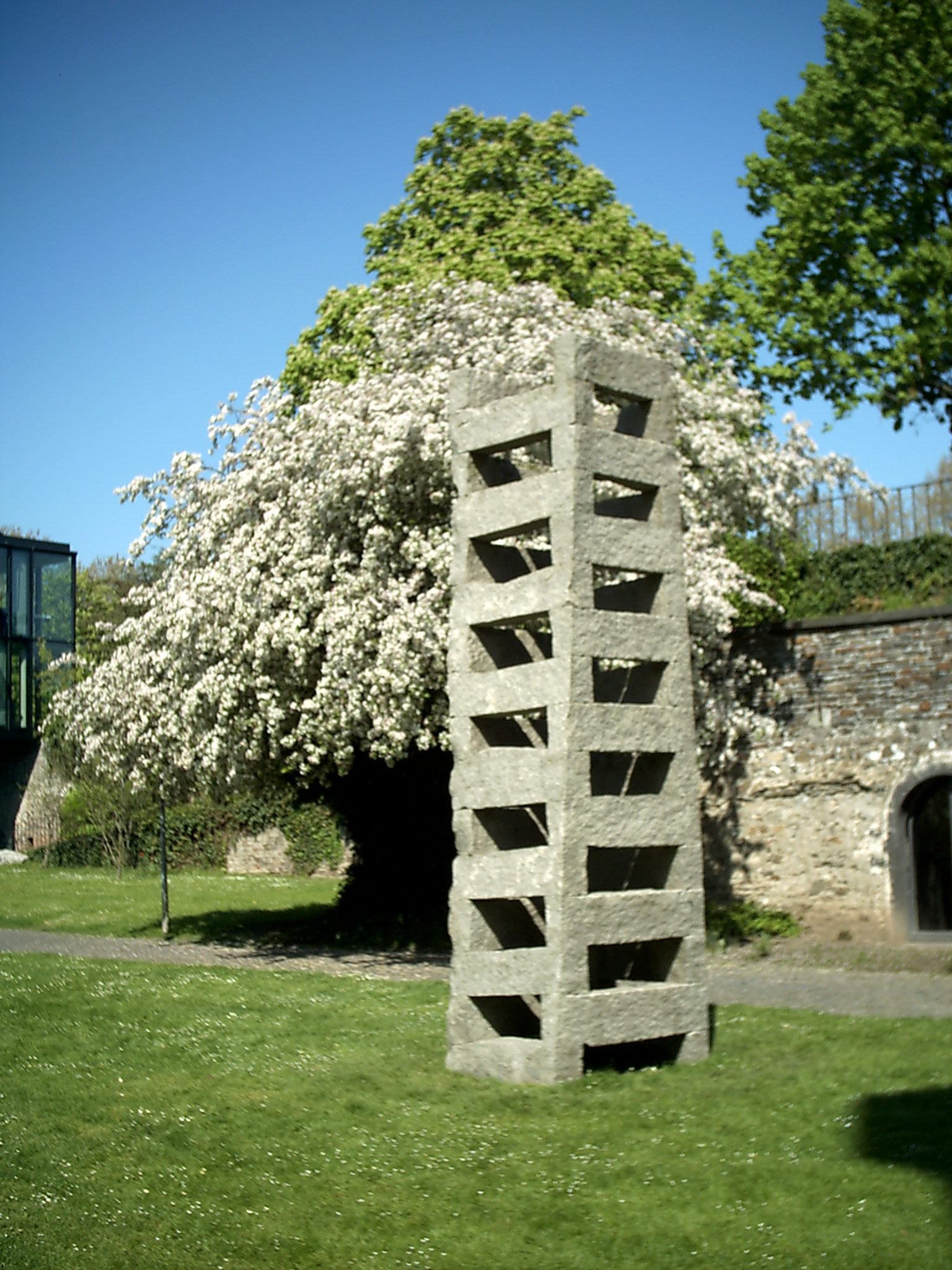
Struktur-Mandala (1994), Koblenz
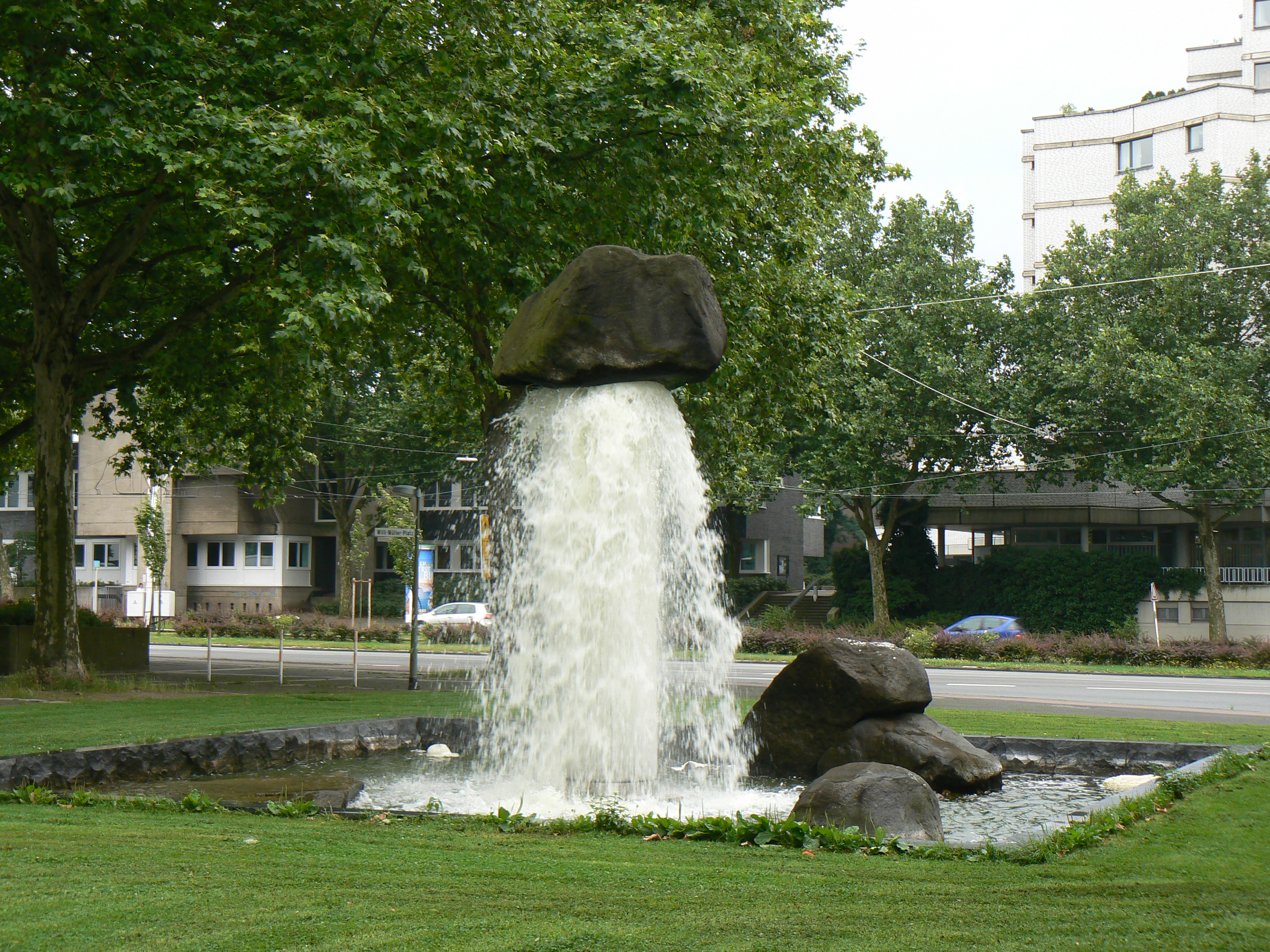
Die Kraft des Wassers, Gelsenkirchen